# Tomobella fotsy
Espèce
Tomobella fotsy est une espèce d'araignées aranéomorphes de la famille des Salticidae.

## Distribution
Cette espèce est endémique de Madagascar. Elle se rencontre à Andranomay vers 1 300 m d'altitude.

## Description
Le mâle holotype mesure 2,72 mm et la femelle paratype 3,28 mm.

## Publication originale
- Szűts & Scharff, 2009 : Revision of the living members of the genus Tomocyrba Simon, 1900 (Araneae: Salticidae). Contributions to Natural History, vol. 12, p. 1337-1372.